# Точка сходу

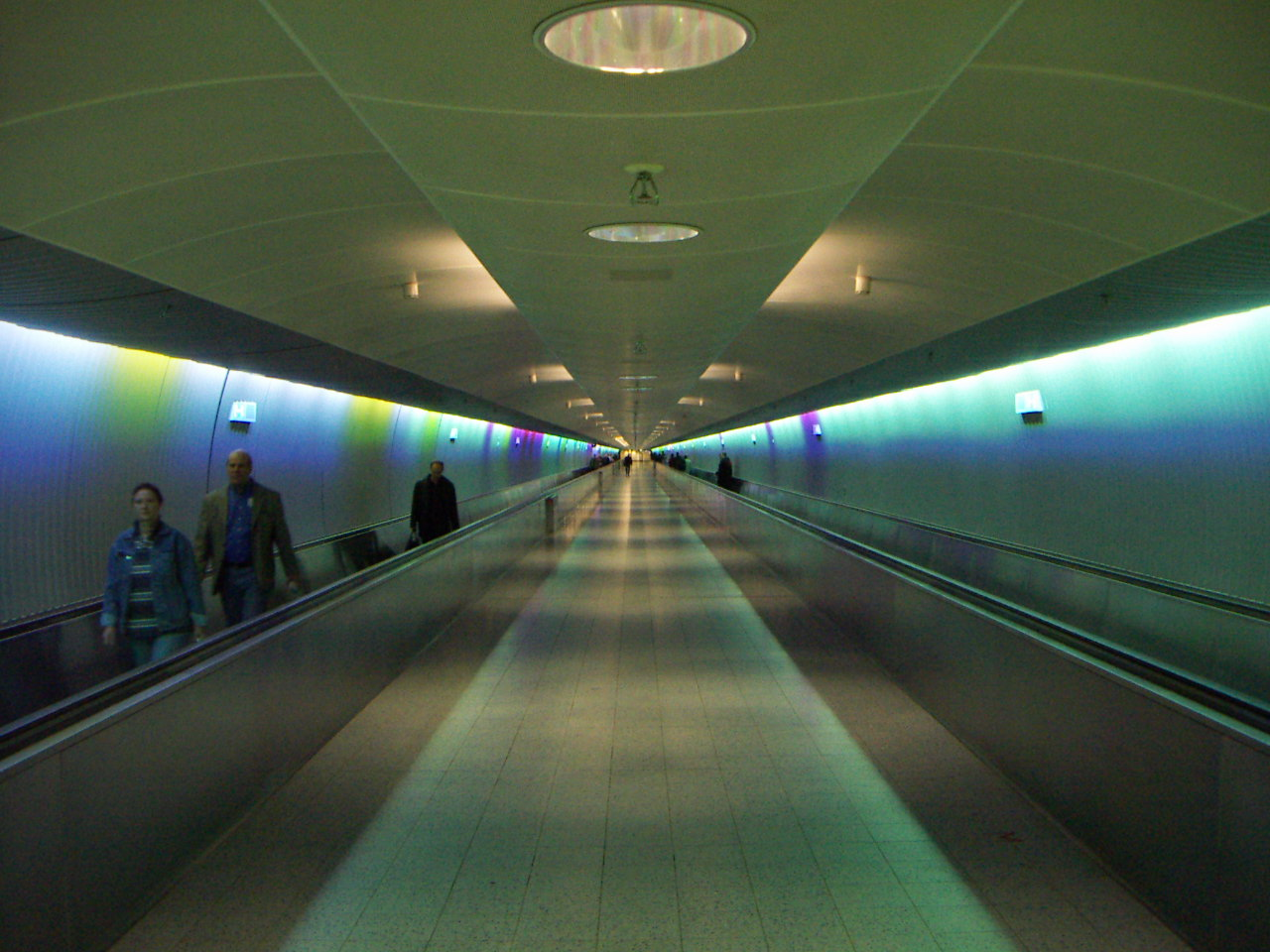
Рухомий тротуар у франкфуртському аеропорту, тут видно точку сходу в кінці тунелю

То́чка схо́ду (сходження) — у графічній перспективі точка, де сходяться паралельні лінії. У випадку одно- чи двоточкової перспективи точки сходу лежать на лінії обрію, у випадку триточкової перспективи третя точка лежить у зеніті чи надирі, залежно від того, знизу чи згори ведеться спостереження.
Якщо в реальному світі дві або більше прямих паралельні одна одній, але не паралельні щодо площини зображення, тоді вони мають одну й ту саму точку сходу. Перспективне зображення цих прямих не буде паралельним. Якщо прямі повністю розгорнуті на малюнку, зображені лінії перетинатимуться у точці сходу.

## Означення
Формально точка сходу — це точка в площині зображення π, яка визначена прямою в просторі. Нехай задана точка розташування ока — O і пряма L не паралельна до π і нехай M буде прямою через O паралельною до L. Тоді точка сходження прямої L — це перетин M і π.

## Криволінійна і зворотна перспективи
Криволінійна перспектива — це зображення з 4 або 5 точками сходу, у разі 5-точкової перспективи точки сходу складають коло з 4 точками сходу на головних курсах N, W, S, E й однією в центрі кола.
Зворотна перспектива — це зображення з точками сходу розташованими поза картиною з ілюзією, що вони «перед» картиною.

## Аксонометричні проєкції
Аксонометричні проєкції — ізометрична, диметрична та триметрична розроблені для зображення об'єктів задля передачі технічної інформації. Вони використовують паралельні лінії, але не мають точок сходу. Отже, їх не можна використовувати для реалістичного тривимірного малюнка.

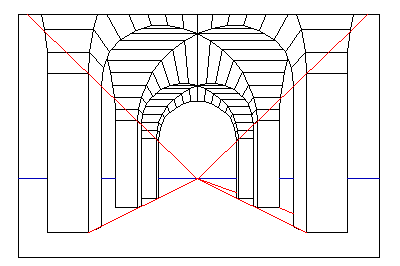
Одноточкова перспектива
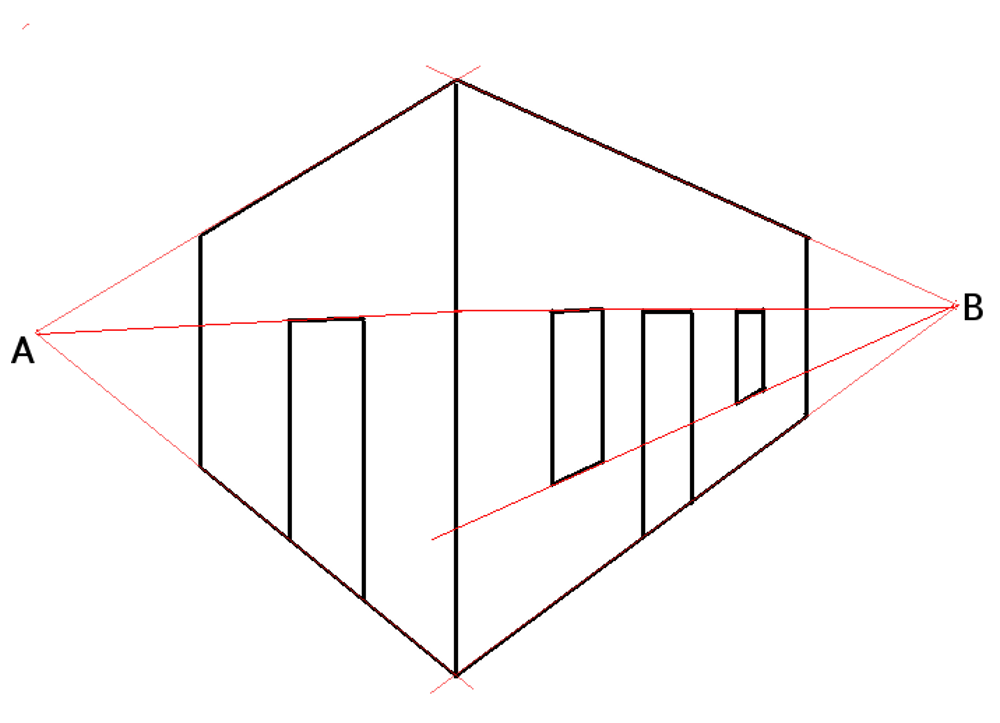
Двоточкова перспектива